# Eiskarlspitze
Die Eiskarlspitze ist ein 2610 m ü. A. hoher Berg der Hinterautal-Vomper-Kette des Karwendel. Sie liegt südlich der Engalm zwischen der Spritzkarspitze im Nordwesten und dem Hochglück im Südosten.

## Topographie
Die Eiskarlspitze bildet einen in nordnordöstliche Richtung abfallenden Steilgrat aus, den sogenannten Nordgrat, der das Hochglückkar im Osten von den Eiskarln im Westen trennt. Vor dem Steilabfall ins Kirchlkar bildet dieser Grat eine 2122 m ü. A. hohe Erhebung. Der Südgrat hingegen trennt das Spritzkar im Westen vom Ödkarl im Osten. Dieser Grat trägt die Spitzkarlspitze (2376 m ü. A.), an der sich der Grat in zwei Äste aufteilt, die in das Vomper Loch abfallen und zwischen denen das kleine und steile Spitzkarl eingelagert ist. Der Südwestgrat zum Hochglück erreicht seinen tiefsten Punkt in der Hochglückscharte (2387 m ü. A.). Wesentlich kürzer ist der Nordwestgrat zu der in der Literatur nicht näher bezeichneten und etwa 2510 Meter hohen Scharte, welche die Eiskarlspitze von der Spritzkarspitze trennt.

## Besteigung
Eine Besteigung der Eiskarlspitze verlangt zumindest Kletterei im II. Grad der UIAA-Skala. Bestiegen werden kann der Berg von der Eng aus über die Hochglückscharte (II), vom Lamsenjoch über die westliche Hochglückscharte (II und brüchig), von Süden durch das Ödkarl (III- und laut Führer mühsam und schwer zu finden). Der Zustieg über die Eiskarln und den Nordwestgrat verlangt Kletterei im III. Grad. Der Nordgrat wurde 1899 von Otto Ampferer und Heinrich von Ficker erstmals begangen. Die heute nur selten begangene Tour verlangt an zwei Passagen den IV. Grad, ist aber meist deutlich leichter. Der Übergang von der Eiskarlspitze zur Spitzkarlspitze über den Südgrat weist den II. Grad auf, der Zustieg aus dem Vomper Loch über den südlichen Ostgrat ist mit Grad III schwieriger.

## Gletscher

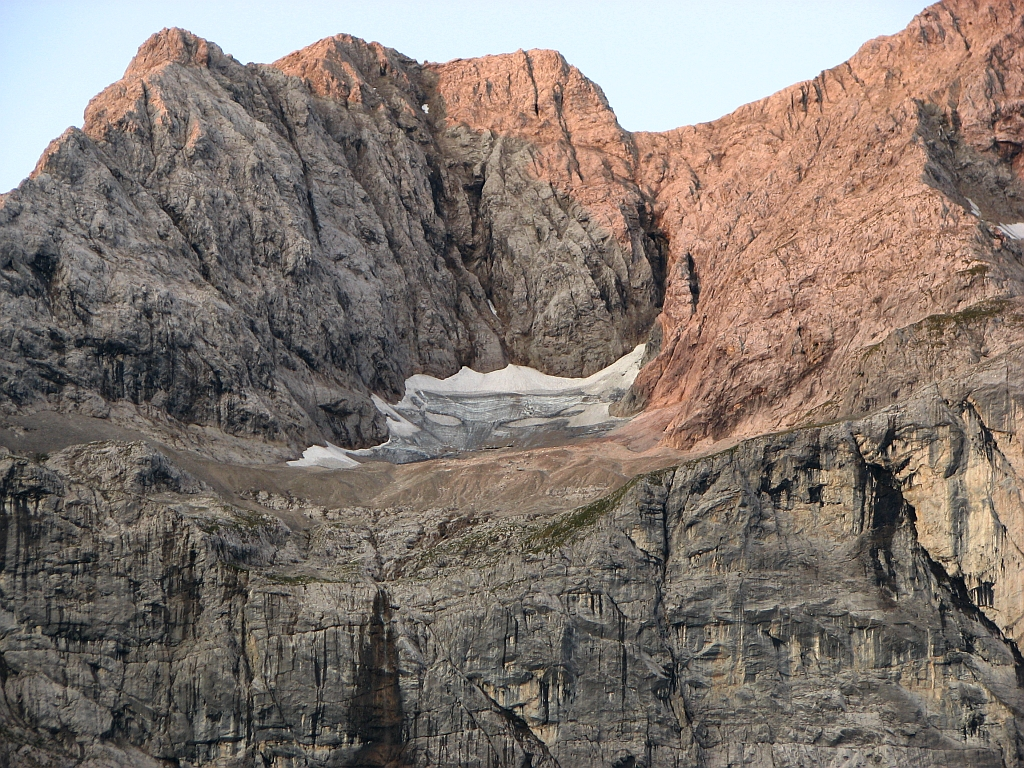
Der einzige Gletscher des Karwendels befindet sich nördlich unterhalb der Eiskarlspitze in den Eiskarln

In den Nördlichen Kalkalpen, zu welchen das Karwendel zählt, existiert eine Reihe von kleinen und kleinsten Gletschern. In der Hinterautal-Vomper-Kette befindet sich der einzige Gletscher des Karwendels nördlich unterhalb der Eiskarlspitze in den Eiskarln.